# إليو شاكون
إليو شاكون (بالإسبانية: Elio Chacón) هو لاعب كرة قاعدة فنزويلي، ولد في 26 أكتوبر 1936 في كاراكاس في فنزويلا، وتوفي بنفس المكان في 24 أبريل 1992.

## وصلات خارجية
- إليو شاكون على موقعبيزبول رفرنس.كوم (الدوري الرئيسي) (الإنجليزية)
- إليو شاكون على موقعبيزبول رفرنس.كوم (الدوري الثانوي) (الإنجليزية)